# Т’Чалла (киновселенная Marvel)
Т’Ча́лла (англ. T'Challa) — персонаж из медиафраншизы «Кинематографическая вселенная Marvel» (КВМ), основанный на одноимённом персонаже «Marvel Comics», широко известный под псевдонимом и титулом «Чёрная панте́ра» (англ. Black Panther).
Будучи сыном королевской семьи, Т’Чалла, являясь принцем теряет своего отца Т’Чаку на собрании по введению и ратификации «Заковианского договора». Позже, Т’Чалла в костюме Чёрной пантеры пытается отомстить подставленному Баки Барнсу, однако узнав, что отца Т’Чаллы убил Гельмут Земо, оставляет свою месть и захватывает Земо. После гибели своего отца, Т’Чалла становится королём Ваканды, однако впоследствии появляется его кузен Н’Джадака по прозвищу «Киллмонгер», чей отец был убит Т’Чакой и желает занять трон. В процессе сражения между Т’Чаллой и Киллмонгером, последний погибает от рук Т’Чаллы. После этого Т’Чалла открывает Ваканду миру. В 2018 году, принимает раненого Вижна, Ванду Максимофф, Стива Роджерса, Наташу Романофф, Брюса Бэннера и Джеймса Роудса в Ваканде и предоставляет им технологии для извлечения Камня Разума из Вижна. В процессе нападения на Ваканду, Т’Чалла защищает Вижна и Шури от Аутрайдеров. В Ваканду пребывает Танос, однако Т’Чалле не удаётся его остановить. После щелчка Таноса, Т’Чалла исчезает. Через 5 лет, восстановленный Т’Чалла присоединяется к битве за Землю с альтернативной версией Таноса из 2014 и его армии. После победы, присутствует на похоронах Тони Старка.
Роль Т’Чаллы в КВМ исполнил американский актёр Чедвик Боузман. Впервые Т’Чалла появляется в фильме «Первый мститель: Противостояние» (2016), позже становится главным героем фильма Чёрная пантера (2018), затем появляется в фильмах Мстители: Война бесконечности (2018) и Мстители: Финал (2019). В связи со скоропостижной смертью Чедвика Боузмана в августе 2020 года, Кевин Файги заявил, что для фильма «Чёрная пантера: Ваканда навеки» не будут искать нового актёра на роль и не будут создавать цифрового двойника актёра.
Альтернативные версии Т’Чаллы из Мультивселенной появляются в мультсериале «Что, если…?» (2021) на «Disney+», где Боузман в последний раз исполняет эту роль. В октябре 2021 года стало известно, что спин-офф сериала, посвящённый варианту Звёздному Лорду Т’Чалле, находится в производственном аду из-за гибели Боузмана.

## Концепция, создание и характеризация

### Происхождение в комиксах
Стэн Ли и Джек Кирби создали Чёрную пантеру из-за желания Ли в 1960-х годах включить в Marvel Comics больше африканских и афроамериканских персонажей. В интервью 1998 года Ли объяснил свою мотивацию: «Я не думал о гражданских правах. У меня было много друзей, которые были чёрными, и у нас были художники, которые были чёрными. Так мне и пришло в голову… а почему нет чёрных героев?». Имя «Чёрная пантера» было вдохновлено героем приключенческих pulp-журналов, у которого в качестве помощника есть чёрная пантера. Оригинальный концепт-арт Джека Кирби для Чёрной пантеры носил концептуальное имя Угольный тигр. Влияние на персонажа оказали исторические личности, такие как султан Малийской империи XIV века Манса Муса и ямайский активист XX века Маркус Гарви, а также библейские персонажи, такие как Хам и Ханаан.
В «Marvel» велись некоторые внутренние дебаты о том, как далеко можно зайти с коммерчески рискованным введением чёрного супергероя. В первой версии обложки для «Fantastic Four» #52 Чёрная пантера носил капюшон, который открывал его лицо. В опубликованной версии капюшон стал маской на всё лицо. После его дебюта в «Fantastic Four» #52—53 (июль—август 1966) и последующего появления в качестве гостя в «Fantastic Four Annual» #5 (1967) и с Капитаном Америкой в «Tales of Suspense» #97—100 (январь—апрель 1968), Чёрная пантера отправился из вымышленной африканской страны Ваканды в Нью-Йорк, чтобы присоединиться к американской команде Мстители в «The Avengers» #52 (май 1968), появляясь в этой серии комиксов в течение следующих нескольких лет.

### Киноадаптация
В 2004 году Дэвид Мейзел был нанят на должность главного операционного директора «Marvel Studios», поскольку у него был план, чтобы студия самостоятельно финансировала фильмы. Marvel заключила с Merrill Lynch договор о невозвращении долга, в соответствии с которым Marvel получила $525 миллионов на создание максимум 10 фильмов на основе имущества компании в течение восьми лет, обеспеченных определёнными правами на фильмы в общей сложности на 10 персонажей, включая Чёрную пантеру.

### Кастинг и исполнение

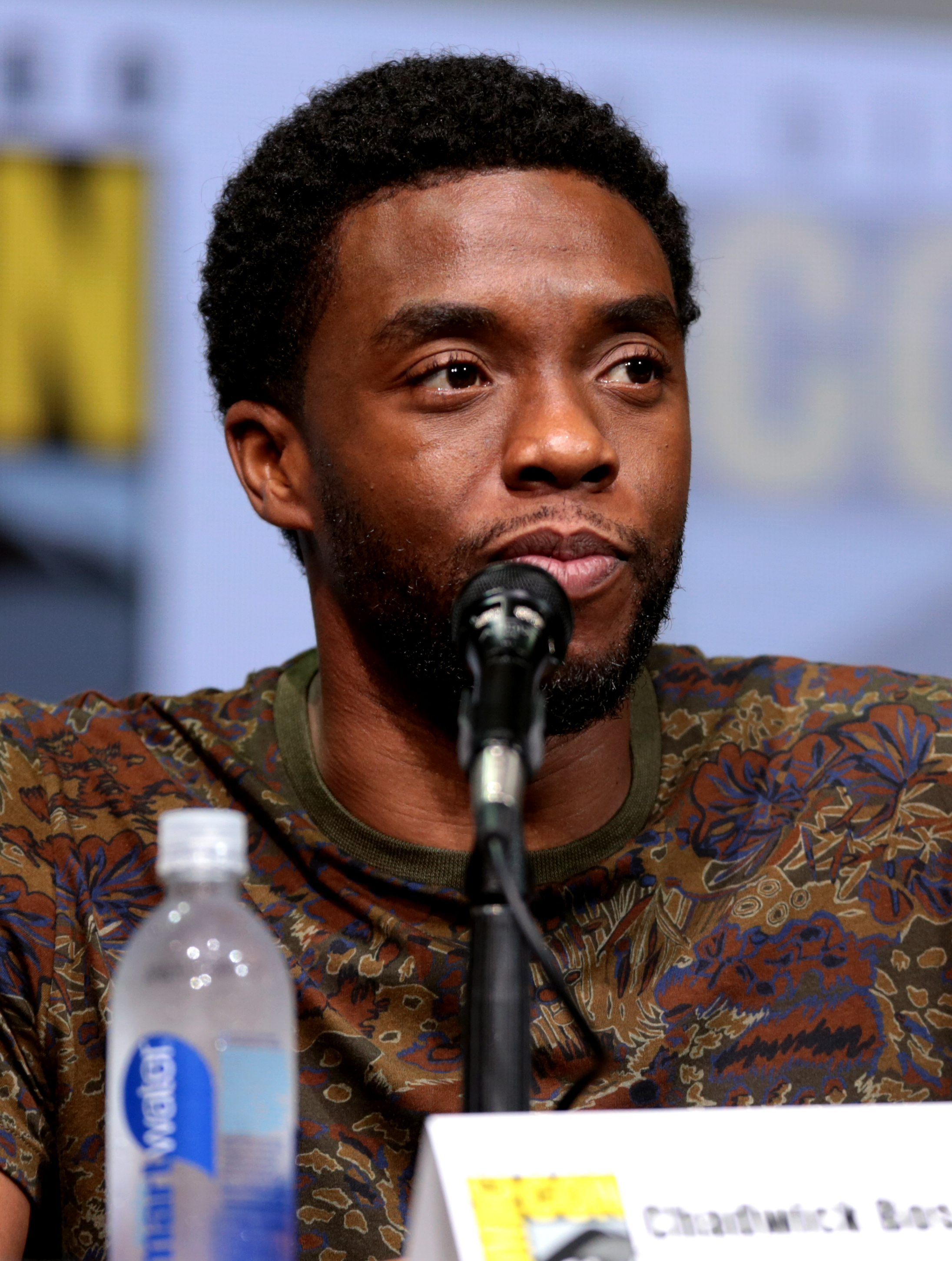
Чедвик Боузман рекламирует фильм «Чёрная пантера» на «San Diego Comic-Con» 2017

Чедвик Боузман исполнял роль Т’Чаллы в Кинематографической вселенной Marvel, впервые появившись в фильме «Первый мститель: Противостояние» (2016). В фильме он демонстрирует повышенную скорость, ловкость, силу и выносливость, которые он получил от сердцевидной травы, как в комиксах. В его костюме есть выдвижные когти, и он сшит из вибраниума, который может отражать огонь от тяжёлых пулемётов и выдерживать взрывные атаки. Начиная с фильма 2018 года «Чёрная пантера», он носит новый вариант костюма, который может поглощать кинетическую энергию (представленную в виде фиолетового свечения) и выпускать её в виде светло-фиолетовой ударной волны после того, как накопится достаточно энергии. Он также может складываться в серебряное ожерелье. Боузман заключил контракт с Marvel на пять картин.
Во время событий «Противостояния», будучи мотивированным смертью отца во время подписания ООН «Заковианского договора» после событий фильма «Мстители: Эра Альтрона», Т’Чалла присоединяется к группе Железного человека, чтобы противостоять Капитану Америке, поскольку он защищает Зимнего солдата, которого уличили в нападении. Но Т’Чалла узнаёт, что взрыв на самом деле был устроен Гельмутом Земо, чтобы организовать свою собственную месть Мстителям за непреднамеренное создание Заковианского кризиса, во время которого погибла его семья. Услышав признание Земо в том, что ему удалось настроить Старка и Роджерса против друг друга, Т’Чалла отказывается от своей мести, при этом предотвращая самоубийство Земо и передавая его Эверетту К. Россу. Т’Чалла предоставляет Роджерсу и Барнсу убежище в Ваканде, а также помогает последнему восстановиться после промывания мозгов «Гидрой».
Принц африканской нации Ваканда, который получил усиленную силу, проглотив сердцевидную траву, вступил в союз со Старком. Продюсер Кевин Файги объяснил, что персонаж был включён «потому что нужна была третья сторона. Нам нужны были свежие глаза, которые не были связаны со Мстителями и которых была совсем другая точка зрения, чем у Тони или Стива». Т’Чалла находится в «начальной фазе принятия» роли Чёрной пантеры и появляется более чем в эпизодической роли, с полной аркой и путешествием персонажа с «его собственным конфликтом и его собственным народом, за которым он присматривает». Боузман не прослушивался на эту роль, вместо этого у него была «дискуссия о том, что [Marvel] хотела сделать, и как я это видел, и что я хотел сделать». Т’Чалла разрывается между необходимостью жить в соответствии с традициями и наследием своего отца и Ваканды, и тем, как всё должно происходить в настоящем. Боузман сам разрабатывал вакандский акцент и использовал его на протяжении всего производства «независимо от того, был ли он перед камерой или нет», в то время как вакандский язык был основан на коса, которому Боузмана учил Джон Кани (который играл отца Т’Чаллы, Т’Чаку). Костюм Чёрной пантеры представляет собой комбинацию практичного костюма и визуальных эффектов, включающий в себя плетение вибраниумной сети, похожей на кольчугу. Художник по костюмам Джудианна Маковски назвала костюм Чёрной пантеры «сложным», поскольку «вам нужно было что-то вроде кошачьего тела, но это трудно и практично одновременно. Вам нужно было почувствовать какую-то этническую принадлежность, но принадлежность мира [Ваканды] мы ещё не создавали, поэтому вы не хотели заходить слишком далеко и говорить слишком много об этом мире». Кроме того, Маковски чувствовала, что создание королевского образа Т’Чаллы было «немного сложной задачей», избегая африканских мантий после того, как стало известно, что африканские королевские особы, как правило, «получают образование на Западе [и] одеваются на Сэвил-Роу».
Боузман вновь исполнил роль в фильме «Чёрная пантера» (2018). К октябрю 2015 года Джо Роберт Коул вёл окончательные переговоры по поводу написания сценария к фильму. В январе 2016 года было объявлено, что Райан Куглер был нанят в качестве режиссёра фильма, а позже выяснилось, что он пишет сценарий к фильму совместно с Коулом. Съёмки начались в январе 2017 года на Pinewood Studios в Атланте, Джорджия. Фильм был выпущен 16 февраля 2018 года. По сюжету фильма, завершив ритуал преемственности, Т’Чалла сталкивается с оппозицией своему новому положению с разных фронтов.
Боузман снова появился в роли Чёрной пантеры в фильмах «Мстители: Война бесконечности» (2018) и «Мстители: Финал» (2019). Боузман, вместе с другими вакандскими актёрами из «Чёрной пантеры», импровизировали свои боевые выкрики на съёмочной площадке перед битвой в Ваканде. Несмотря на то, что «Чёрная пантера» и «Война бесконечности» снимались одновременно, братья Руссо не знали о выкриках, так как они ещё не видели кадры из «Чёрной пантеры», и чувствовали, что этот момент был «невероятно крутым».

#### Смерть Чедвика Боузмана
28 августа 2020 года Боузман умер после четырёхлетней борьбы с раком толстой кишки. Marvel Studios не подавала никаких признаков того, что они намерены отменить выпуск предстоящего сиквела первого фильма «Чёрная пантера», поэтому неизвестно, в каком направлении пойдёт фильм без главного героя первого фильма. Фанаты выступили против возможности позвать другого актёра на роль в сиквеле «Чёрной пантеры» и других работах КВМ, в которых должен был появиться персонаж; сама Marvel Studios отрицала, что примет такое решение. В настоящее время неизвестно, сколько, если вообще, было создано неизданных материалов с участием Боузмана в роли персонажа. В ноябре 2020 года руководитель производства Marvel Studios Виктория Алонсо отрицала, что студия планирует создать цифрового двойника Боузмана для фильма «Чёрная пантера: Ваканда навеки», и что Marvel «подумает о том, что мы будем делать дальше и как», чтобы «воздать честь франшизе». 10 декабря Кевин Файги объявил, что нового актёра на роль искать не будут, чувствуя, что изображение персонажа Боузманом «превосходило любую предыдущую итерацию персонажа из прошлого Marvel». В октябре 2021 года выяснилось, спин-офф сериала «Что, если…?», сосредоточенный на варианте Звёздного Лорда Т’Чаллы, представленном в сериале, находился на ранней стадии разработки до смерти Боузмана, что поставило проект в «подвешенное состояние»; тем не менее, режиссёр сериала Брайан Эндрюс выразил заинтересованность в том, чтобы спин-офф был «когда-нибудь» выпущен в честь Боузмана, где персонажа озвучил бы другой актёр.

## Появления

### Гибель отца
На конференции в Вене, где должен быть введён и ратифицирован «Заковианский договор», регулирующий деятельность супергероев, заложенная бомба убивает отца Т’Чаллы, короля Ваканды — Т’Чаку. Записи с камер наблюдения фиксируют, что убийцей отца является Баки Барнс, которого Т’Чалла клянётся убить. Стив Роджерс и Сэм Уилсон выслеживают Барнса в Бухаресте и пытаются защитить его от Т’Чаллы и властей, но все четверо, включая Т’Чаллу, задерживаются полицией и Джеймсом Роудсом. Выдавая себя за психиатра, посланного на допрос Барнса, Гельмут Земо произносит слова, активирующие программу «Зимний солдат», и узнаёт о протоколе о 16 декабря 1991 года. Барнс сражается со всеми Мстителями, включая Т’Чаллу при побеге из здания, однако Роджерс останавливает Барнса и уводит его, завербовав несколько других Мстителей, чтобы помочь ему добраться до Земо. Тони Старк собирает свою собственную команду, состоящую из Т’Чаллы, Наташи Романофф, Джеймса Роудса, Вижна и Питера Паркера, чтобы захватить преступников. Команда Старка перехватывает группу Роджерса в аэропорту Лейпциг/Галле, где они сражаются до тех пор, пока Романофф не позволяет Т’Чалле добраться до Роджерса и Барнса, позволяя последним сбежать. Т’Чалла выслеживает Роджерса и Барнса на объекте «Гидры» в Сибири, обнаруживая, что истинным преступником является Гельмут Земо. Роджерс и Барнс в конечном итоге сражаются со Старком, а Т’Чалла не даёт Земо совершить самоубийство и передаёт его властям. Т’Чалла предоставляет Барнсу убежище в Ваканде, где Барнс решает вернуться в криогенный сон, пока программу Зимний солдат полностью не вычистят из его головы.

### Король Ваканды
После гибели Т’Чаки, трон занимает Т’Чалла. Т’Чалла и Окойе (командир полка «Дора Миладже») забирают бывшую любовницу Т’Чаллы, Накию, во время тайного задания, чтобы она могла присутствовать на церемонии его коронации вместе с его матерью Рамондой и младшей сестрой Шури. На церемонии лидер племени Джабари М’Баку бросает вызов Т’Чалле за корону в ритуальном бою. Хотя М’Баку изначально одерживает верх, Т’Чалла побеждает М’Баку и убеждает его сдаться.
Когда Улисс Кло и его сообщник Эрик Стивенс крадут вакандский артефакт из лондонского музея, друг Т’Чаллы и любовник Окойе, В’Каби, убеждает привести Кло живым. Т’Чалла, Окойе и Накия отправляются в Пусан, Южная Корея, где Кло планирует продать артефакт агенту ЦРУ Эверетту К. Россу. Начинается перестрелка, и Кло пытается сбежать, но его ловит Т’Чалла, который неохотно передаёт его Россу. Эрик нападает и забирает Кло, при этом Росс оказывается тяжело ранен, защищая Накию. Вместо того, чтобы преследовать Кло, Т’Чалла везёт Росса в Ваканду, где их технологии могут спасти его. Пока Шури лечит Росса, Т’Чалла говорит с Зури по поводу Н’Джобу. Зури объясняет, что Н’Джобу планировал поделиться технологиями Ваканды с людьми африканского происхождения по всему миру, чтобы помочь им победить своих угнетателей. Когда Т’Чака арестовал Н’Джобу, тот напал на Зури и заставил Т’Чаку убить его. Т’Чака приказал Зури солгать, что Н’Джобу исчез, и бросил американского сына Н’Джобу, чтобы сохранить ложь. Этим мальчиком оказался взрослый Н’Джадака, американский солдат спецназа по прозвищу «Киллмонгер». Тем временем Киллмонгер убивает Кло и привозит его тело в Ваканду. Он предстаёт перед старейшинами племени, раскрывая свою личность как Н’Джадака и претендуя на трон. Киллмонгер бросает вызов Т’Чалле на ритуальный бой, где он убивает Зури, побеждает Т’Чаллу и сбрасывает его с водопада. Киллмонгер проглатывает сердцевидную траву и приказывает сжечь оставшуюся, но перед этим Накия успевает сорвать один цветок.
Накия, Шури, Рамонда и Росс отправляются к племени Джабари за помощью. Они находят находящегося в коме Т’Чаллу, спасённого Джабари в уплату за сохранение жизни М’Баку. Исцелившись травой Накии, Т’Чалла возвращается, чтобы сразиться с Киллмонгером, который надевает свой собственный костюм Чёрной пантеры. Сражаясь в вибраниумной шахте Ваканды, Т’Чалла ослабляет костюм Киллмонгера и смертельно ранит Киллмонгера копьём из вибраниума. Киллмонгер отказывается лечиться, предпочитая умереть свободным человеком, а не сидеть в тюрьме. Т’Чалла создаёт центр поддержки в здании, где умер Н’Джобу, которым будут руководить Накия и Шури. Т’Чалла предстаёт перед ООН и соглашается делиться технологиями и знаниями, открывая тем самым Ваканду миру.

### Противостояние Таносу и воскрешение
В 2018 году Т’Чалла, узнав от Стива Роджерса о возможном инопланетном вторжении, приносит Баки Барнсу новую роботизированную руку. Затем он приветствует Роджерса, Романофф, Уилсона, Роудса, Брюса Бэннера, Максимофф и Вижна, когда они прибывают в Ваканду. Т’Чалла сопровождает героев к Шури и оценивает ситуацию вместе с другими. Внезапно на Ваканду нападает армия Аутрайдеров, что вынуждает его, вместе с Барнсом, Роджерсом, Романофф, Уилсоном, Роудсом и Бэннером вступить с ними в бой. Через некоторое время, в Ваканду прибывают Тор, Ракета и Грут. В Ваканду прибывает Танос, однако героям не удаётся его остановить. В результате чего он убивает Вижна, завершает Перчатку Бесконечности и щёлкает пальцами. В результате Т’Чалла рассыпается на руках у Окойе.
В 2023 году Т’Чалла возвращается к жизни после того, как были отменены действия щелчка. Т’Чалла, вместе с Окойе, Шури и вакандской армией переносится на разрушенную базу Мстителей и сражается против альтернативной версии Таноса. После этого он посещает похороны Старка и возвращается домой.

### Смерть и наследие
ТʼЧалла умирает от болезни, которую, по мнению Шури, можно было вылечить при помощи сердцевидной травы. До его смерти у них с Накией был общий ребёнок по имени Туссен, которого та растила в Гаити, и они пришли к согласию, решив, что тот должен оставаться вдали от Ваканды. ТʼЧалла попросил их в случае своей смерти не приезжать на его похороны, и они организовали собственную церемонию в Гаити. Вскоре Шури становится новой Чёрной пантерой и после противостояния Нэмору знакомится с Туссеном, который раскрывает своё вакандское имя — ТʼЧалла.

## Альтернативные версии
Т’Чалла, озвученный Чедвиком Боузманом, появился в первом сезоне анимационного сериала Disney+ «Что, если…?» в виде нескольких альтернативных версий самого себя:

### Звёздный Лорд
В 1988 году, в альтернативной линии времени, по приказу Целестиала Эго, Опустошители отправляются на Землю, чтобы забрать его сына Питера Квилла. Однако они по ошибке похищают молодого Т’Чаллу (голос — Мэддикс Робинсон), который соглашается присоединиться к ним, чтобы исследовать галактику.
20 лет спустя Т’Чалла становится известным наёмником и галактическим преступником, известным как «Звёздный Лорд». После приобретения Сферы, содержащей Камень Силы на Мораге, к Т’Чалле и Опустошителям обращается Небула, которая предлагает им ограбить Танелиира Тивана, чтобы украсть Угольки Бытия — форму космической пыли, способную терраформировать экосистемы. Небула и Йонду Удонта встречаются с Танелииром Тиваном на Забвении, в то время как Т’Чалла проникает в его коллекцию, чтобы найти Угольки.
Он обнаруживает космический корабль Ваканды, содержащий сообщение от его отца, Т’Чаки. Небула, предаёт Опустошителей, что приводит к тому, что Т’Чаллу захватывают и выставляют на обозрение для оценки Тиваном. Позже Небула спасает Опустошителей, раскрывая, что они с Т’Чаллой спланировали хитрость, чтобы она могла заполучить Угольки. Т’Чалле удаётся сбежать из заточения и сразиться с Тиваном с помощью Удонты. Они вдвоём заключают Тивана в его собственной камере, и передают управление его помощнице Карине.
Т’Чалла прощает Йонду за то, что он обманул его, и они возвращаются на Землю. Т’Чалла воссоединяется со своей семьёй в Ваканде. В другом месте на Земле к повзрослевшему Квиллу, работающему уборщиком в «Dairy Queen», прилетает Эго.

### Зомби-эпидемия
В альтернативном 2018 году Т’Чалла сопровождает Мстителей в Сан-Франциско в попытке сдержать Квантовый вирус, непреднамеренно выпущенный Хэнком Пимом и Джанет ван Дайн. Когда Мстители подвергаются нападению и превращаются в зомби, Т’Чаллу спасает Вижн, но вскоре он узнаёт, что Вижн спас его только для того, чтобы он мог скармливать части тела Т’Чаллы для заражённой Ванды Максимофф. Когда оставшиеся в живых прибывают на базу Вижна, Баки Барнс обнаруживает, что у Т’Чаллы отсутствует правая нога. Поскольку большинство героев жертвуют собой, чтобы отбиться от Максимофф и остальных зомби, Т’Чалла, Питер Паркер и Скотт Лэнг отправляются на Квинжете в Ваканду, надеясь использовать Камень Разума Вижна, чтобы найти способ вылечить население. Однако Ваканда уже была заражена и захвачена зомбированным Таносом.

### Вакандско-американская война
В альтернативном 2010 году Т’Чалла пытается устроить засаду на Улисса Кло, который продавал украденное оборудование из вибраниума военным США в лице Джеймса Роудса по приказу Тони Старка и Эрика «Киллмонгера» Стивенса. Однако он сам попадает в ловушку Киллмонгера, который затем убивает и Т’Чаллу, и Роудса, чтобы разжечь конфликт между США и Вакандой. План Киллмонгера увенчался успехом: его приняли в Ваканду и присвоили ему титул Чёрной пантеры. Приняв сердцевидную траву, Киллмонгер встречается с духом Т’Чаллы на земле своих предков. Т’Чалла предупреждает Киллмонгера, что его жажда власти в конце концов поглотит его.

### Спасение Мультивселенной
Т’Чалла ведёт Опустошителей в битву с Эго и спасает Питера Квилла, пока не появляется Наблюдатель и не вербует его присоединиться к команде «Стражи Мультивселенной» с миссией победить альтернативную версию Альтрона, пытающегося уничтожить всю жизнь в Мультивселенной. Т’Чалла присоединяется к «Верховному» Стрэнджу, Капитану Картер, Тору, Гаморе и Киллмонгеру в битве против Альтрона. Во время боя Т’Чалла похищает Камень Души у Альтрона, чтобы уменьшить его силы, но Стражи всё равно не в силах его одолеть. В конце концов они одерживают верх после того, как Наташа Романофф вводит аналоговое сознание Арнима Золы в ИИ Альтрона, отключая его. Т’Чалла возвращается в свою вселенную и учит Питера Квилла стрелять из бластера.

## Реакция

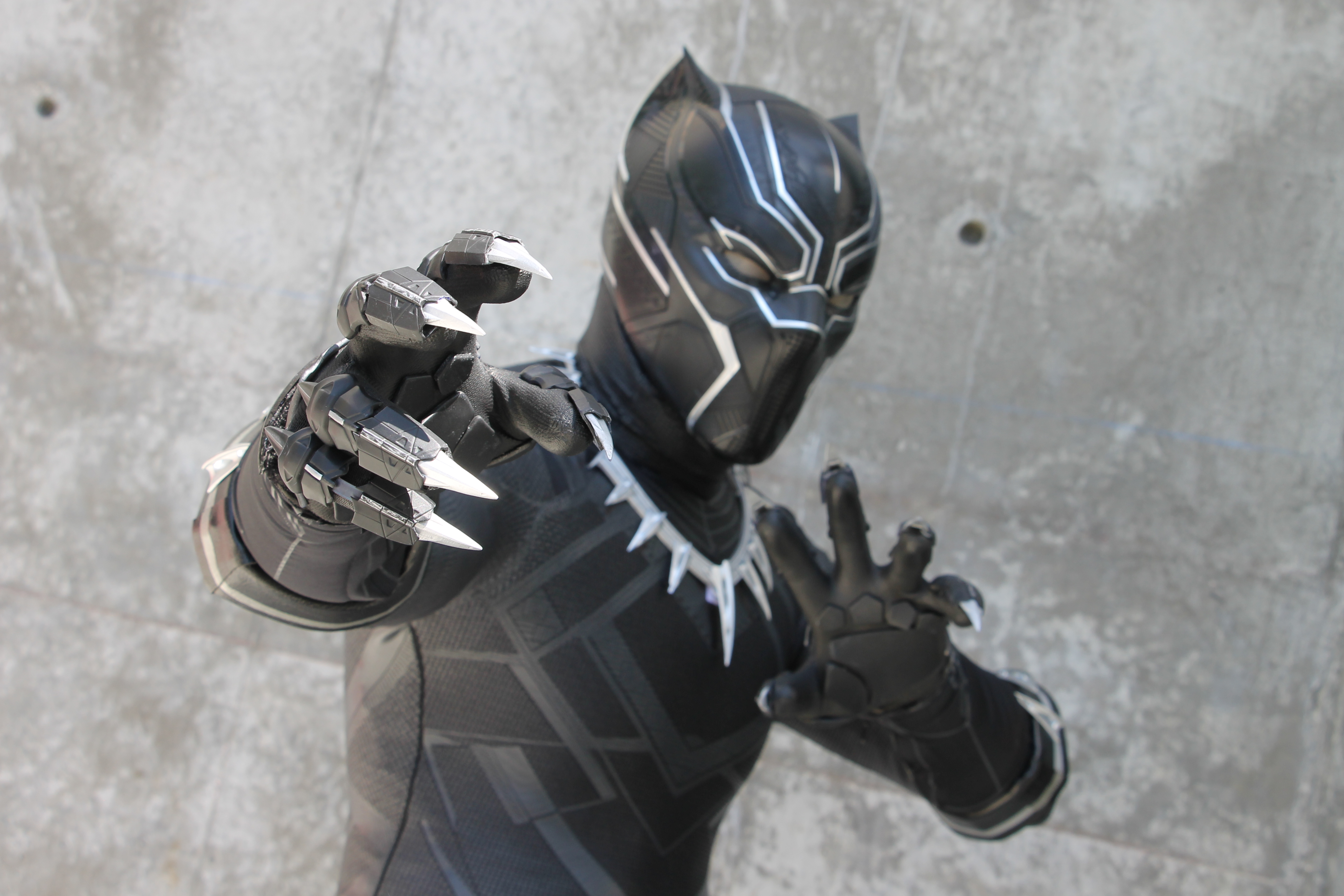
Косплей Чёрной пантеры на «FanimeCon» 2018

Выступление Боузмана в роли Т’Чаллы/Чёрной пантеры получило не только признание критиков и зрителей, но и стало значимым, так как он стал одним из первых супергероев африканского происхождения, получивших главную роль в крупнобюджетном фильме. После дебюта Т’Чаллы в фильме КВМ «Первый мститель: Противостояние», Элиана Доктерман из «Time» описала значимость персонажа и написала, что он заинтриговал зрителей в роли второго плана. Два года спустя Джамиль Смит, также из «Time», написал, что персонаж Т’Чаллы и фильм «Чёрная пантера» в целом были значимыми, поскольку они показали, «что значит быть чёрным как в Америке, так и в Африке — и, в более широком смысле, в мире». Он описывает Т’Чаллу как «вымышленного африканского короля, обладающего технологической военной мощью, способной уничтожить вас — или, что ещё хуже, достаточным богатством, чтобы купить вашу землю», и утверждает, что фильм «воплотил наиболее продуктивные ответы на расовую нетерпимость», показав потенциал меньшинств, особенно чернокожих. Точно так же Тодд Маккарти из «The Hollywood Reporter» высоко оценил игру Боузмана, заявив, что он «безусловно занимает своё место» среди сильных выступлений других актёров фильма.

### Награды и номинации
Награды и номинации, полученные Боузманом за его исполнение роли Т’Чаллы, включают:
| Год  | Награда                         | Категория                                                                | Работа                                              | Результат | Прим.  |
| ---- | ------------------------------- | ------------------------------------------------------------------------ | --------------------------------------------------- | --------- | ------ |
| 2016 | Teen Choice Awards              | Choice Movie: Химия                                                      | «Первый мститель: Противостояние»                   | Номинация | [ 44 ] |
| 2016 | Teen Choice Awards              | Choice Movie: Звезда экрана                                              | «Первый мститель: Противостояние»                   | Номинация | [ 44 ] |
| 2017 | NAACP Image Awards              | Лучший актёр второго плана в фильме                                      | «Первый мститель: Противостояние»                   | Номинация | [ 45 ] |
| 2017 | Nickelodeon Kids' Choice Awards | #SQUAD                                                                   | «Первый мститель: Противостояние»                   | Номинация | [ 46 ] |
| 2017 | «Сатурн»                        | Лучший актёр второго плана                                               | «Первый мститель: Противостояние»                   | Номинация | [ 47 ] |
| 2018 | MTV Movie & TV Awards           | Лучшее исполнение в кино                                                 | «Чёрная пантера»                                    | Победа    | [ 48 ] |
| 2018 | MTV Movie & TV Awards           | Лучший герой                                                             | «Чёрная пантера»                                    | Победа    | [ 48 ] |
| 2018 | MTV Movie & TV Awards           | Лучший бой (Чёрная пантера против М'Баку)                                | «Чёрная пантера»                                    | Номинация | [ 48 ] |
| 2018 | MTV Movie & TV Awards           | Лучшая актёрская команда (с Лупитой Нионго, Летишей Райт и Данай Гурира) | «Чёрная пантера»                                    | Номинация | [ 48 ] |
| 2018 | BET Awards                      | Лучший актёр                                                             | «Чёрная пантера»                                    | Победа    | [ 49 ] |
| 2018 | «Сатурн»                        | Лучший актёр                                                             | «Чёрная пантера»                                    | Номинация | [ 50 ] |
| 2018 | Teen Choice Awards              | Choice Movie: Актёр научно-фантастического фильма                        | «Чёрная пантера»                                    | Номинация | [ 51 ] |
| 2018 | Teen Choice Awards              | Choice Movie: Поцелуй                                                    | «Чёрная пантера»                                    | Номинация | [ 51 ] |
| 2018 | Teen Choice Awards              | Choice Movie: Корабль                                                    | «Чёрная пантера»                                    | Номинация | [ 51 ] |
| 2019 | Премия Гильдии киноактёров США  | Лучший актёрский состав в игровом кино                                   | «Чёрная пантера»                                    | Победа    | [ 52 ] |
| 2019 | Black Reel Awards               | Лучший актёр                                                             | «Чёрная пантера»                                    | Победа    | [ 53 ] |
| 2019 | Nickelodeon Kids' Choice Awards | Любимый актёр                                                            | «Чёрная пантера»                                    | Номинация | [ 54 ] |
| 2019 | Nickelodeon Kids' Choice Awards | Любимый супергерой                                                       | «Чёрная пантера»                                    | Номинация | [ 54 ] |
| 2019 | NAACP Image Awards              | Лучший актёр в фильме                                                    | «Чёрная пантера»                                    | Победа    | [ 55 ] |
| 2019 | BET Awards                      | Лучший актёр                                                             | «Мстители: Война бесконечности» и «Мстители: Финал» | Номинация | [ 56 ] |